# Kalender
För andra betydelser, se Kalender (olika betydelser).

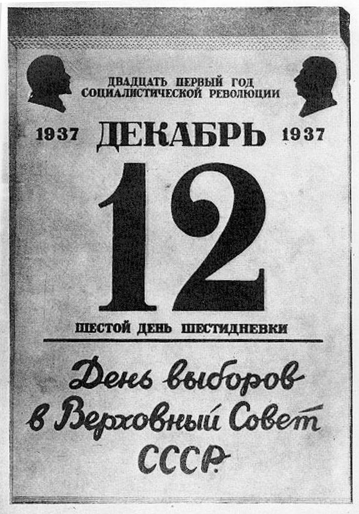
Ryskt kalenderblad från den 12 december 1937.

En kalender är ursprungligen en standard för tideräkning genom att räkna dagar och längre tidsperioder, det vill säga synonymt med kronologi. Senare har det kommit att bli liktydigt med almanacka, med eller utan kalendarium. Även andra typer av ordnade följder har också fått beteckningen kalender.
I Sverige användes den julianska kalendern fram till 1753 då den ersattes med den gregorianska kalendern som används i Sverige och övriga västvärlden. Det är en solkalender, så att vårdagjämningen och säsongen faller på samma position i kalendern. Andra kalendrar är månkalendrar, eller en blandning mellan båda systemen, lunisolarkalender.

## Kalendrar som används eller har använts genom historien
- Antika makedoniska kalendern (lunisolarkalender)
- Aztekkalendern
- Babyloniska kalendern (lunisolarkalender)
- Bahá'íkalendern (även Badíkalendern, solkalender)
- Bysantinska kalendern
- Den buddhistiska kalendern
- Franska republikens kalender
- Gammalgrekiska kalendern (lunisolarkalender)
- Gammelnordiska kalendern
- Metons cykel (lunisolarkalender)
- Gregorianska kalendern (solkalender)
- Japanska kalendern
- Judiska kalendern (även Hebreiska kalendern, lunisolarkalender)
- Julianska kalendern (solkalender)
- Kinesiska kalendern (lunisolarkalender)
- Mayakalendern (solkalender)
- Muslimska kalendern (även hedjrikalendern, månkalender
- Persiska kalendern (solkalender)
- Romerska kalendern
- Sakakalendern
- Sovjetiska revolutionskalendern
- Svenska kalendern
- Zoroastriska kalendern
- Kurdiska kalendern
- Den antika egyptiska kalendern

### Förslag tillkalenderreformer
- Holocen era /-kalender
- Jomon-era
- Internationella evighetskalendern
- Världskalendern

## Andra betydelser

### Litterära kalendrar
Kalendern var under främst 1800-talet en speciell genre inom litterär och kulturell "folkläsningssträvan". Det fanns en uppsjö med kalendrar som ofta utkom en gång per år och innehöll de mest skilda bidrag, både litterära, historiska och naturvetenskapliga. Två av de mer populära kalendrarna i Sverige var Svea och Nornan.

### Övriga kalendrar
Ordet kalender kan också syfta på en förteckning, till exempel Adelskalendern eller Taxeringskalendern.
Ordet kalender syftar i dag oftast på en almanacka, alltså en tryckt eller elektronisk förteckning över dagar.